# Umljanović
Umljanovic falu Horvátországban Šibenik-Knin megyében. Közigazgatásilag Ružićhoz tartozik.

## Fekvése
Knintől légvonalban 28, közúton 32 km-re délre, községközpontjától 5 km-re délre Dalmácia középső részén, a Petrovo-mező délkeleti részén, a Moseć-hegység keleti lábánál fekszik. Területén egy kis tó is található, melyet Gabelinonak neveznek. Umljanović a község legnagyobb területű települése. 20 településrészből áll: Grizelji, Lovrinovići, Trive, Žeravice, Bačići, Lele, Slančići, Delaši, Devići, Ikačići, Šimundžići, Božidarovi, Ivaniševići, Gabelini, Đereci, Relote, Ćulave, Pućo, Kaići és Mešini. Legmagasabb pontja a Žeravičin Ošljar 586 méter magas.

## Története
A településhez tartozó Balina glavicán a Petrovo-mező délkeleti szegélyén feküdt a római korban Magnum municipium központja. Ezen a helyen a dalmátok egy korábbi települését is feltételezik, melyet a történeti források Sinodiumnak neveznek és amelyet i. e. 34-ben Octavianus hadai leromboltak. Magnum ezután római városként fejlődött az Aquileia – Dyrrachium kereskedelmi út mentén. Az út mentén római katonai táborok sora (az úgynevezett „dalmát limes”) állt, mely magában foglalta Burnum és a Cetina parti Tilurium táborait a hozzájuk tartozó kisebb táborokkal együtt. A város territóriuma valószínűleg magában foglalta a mai Petrovo-mező területét. Magnum a municípiumi rangot legkésőbb a 2. század első felében elnyerte, ezt a korabeli feljegyzések is megerősítik. Mivel a Balina glavicán eddig még nem voltak tervszerű régészeti feltárások Magnum pontos kiterjedése sem ismert. A Čikola jobb partján fekvő elaknásított területen egyelőre ilyen tevékenység nem is lehetséges. Ismert, hogy Magnum a 2. században szentélyekkel rendelkező kiváltságos hely volt, ahol Jupiternek és Eponának mutattak be fogadalmi áldozatokat. A szentélykörzet valószínűleg a közvetlenül a városfalak, illetve a katonai tábor fala mellett állt, ahogyan ez a germán limes esetében is megszokott volt. Magnumban amint azt egy itt talált kultikus dombormű is igazolja Mithrász-szentély is volt. A város a vizet nagy valószínűséggel a Čikola forrásától, Mirlović poljéról kapta. Az akvadukt maradványai még a 19. század végén is látszottak. Magnum utolsó említése 533-ban a második salonai zsinaton a ludrumi püspökség alapítása alkalmával történt. A falut környező településekkel együtt 1522-ben szállta meg a török és csak a 17. század végén szabadították fel a velencei seregek. A török uralom idején területe a Klisszai szandzsák része volt. Az iszlám uralom ellenére a keresztény hit is erősödött, melyről a ferences szerzetesek gondoskodtak. A szabad vallásgyakorlást szultáni rendelet is biztosította. 1797-ben a Velencei Köztársaság megszűnésével a Habsburg Birodalom része lett. 1806-ban Napóleon csapatai foglalták el és 1813-ig francia uralom alatt állt. Napóleon bukása után ismét Habsburg uralom következett, mely az első világháború végéig tartott. A falunak 1857-ben 404, 1910-ben 405 lakosa volt. Az első világháború után rövid ideig az Olasz Királyság, ezután a Szerb-Horvát-Szlovén Királyság, majd Jugoszlávia része lett. 1991-ben csaknem teljes lakossága horvát nemzetiségű volt. A délszláv háború során a település bár a frontvonalba esett végig horvát ellenőrzés alatt maradt. A településnek 2011-ben 148 lakosa volt.

## Lakosság
| Lakosság változása | Lakosság változása | Lakosság változása | Lakosság változása | Lakosság változása | Lakosság változása | Lakosság változása | Lakosság változása | Lakosság változása | Lakosság változása | Lakosság változása | Lakosság változása | Lakosság változása | Lakosság változása | Lakosság változása | Lakosság változása |
| ------------------ | ------------------ | ------------------ | ------------------ | ------------------ | ------------------ | ------------------ | ------------------ | ------------------ | ------------------ | ------------------ | ------------------ | ------------------ | ------------------ | ------------------ | ------------------ |
| 1857               | 1869               | 1880               | 1890               | 1900               | 1910               | 1921               | 1931               | 1948               | 1953               | 1961               | 1971               | 1981               | 1991               | 2001               | 2011               |
| 404                | 361                | 345                | 365                | 400                | 405                | 405                | 475                | 624                | 591                | 583                | 590                | 430                | 307                | 156                | 148                |

## Nevezetességei
- Municipium Magnum római település maradványai.
- A Via Gabianina római út maradványai.
- Sinodium dalmát erődített település romjai.

## Fordítás
- Ez a szócikk részben vagy egészben  az   Umljanović című horvát Wikipédia-szócikk ezen változatának fordításán alapul.  Az eredeti cikk szerkesztőit annak laptörténete sorolja fel. Ez a jelzés csupán a megfogalmazás eredetét és a szerzői jogokat jelzi, nem szolgál a cikkben szereplő információk forrásmegjelöléseként.